# 꽃 (Super Flower)
〈꽃 (Super Flower)〉는 대한민국의 가수 이옥주의 7번째 싱글이자, 타이미란 예명으로 출시한 3번째 싱글이다. 2014년 7월 10일에 발매되었다.

## 수록곡
- 전체 작사: 타이미, 전체 작곡 · 편곡: 코스믹 사운드, 박수민

1. 꽃(Super Flower) (Feat. 박수민)
2. 꽃(Super Flower) (Inst.)